# Iván Fischer
Iván Fischer (hongarès: Fischer Iván)  (Budapest, 20 de gener de 1951) és un director i compositor hongarès.

## Biografia
Nascut a Budapest en el si d'una família musical d'herència jueva, Fischer va estudiar inicialment piano, violí, violoncel i composició a Budapest. El seu germà gran, Ádám Fischer, es va convertir en director d'orquestra per dret propi. Més tard es va traslladar a Viena per estudiar direcció amb Hans Swarowsky a la Universitat de Música i Arts Escèniques, on també va estudiar violoncel i música antiga, estudiant i treballant com a ajudant de Nikolaus Harnoncourt. També va estudiar amb Franco Ferrara a l'"Accademia Musicale Chigiana" de Siena.
El 1976, Fischer va guanyar el concurs de direcció de direcció de la Fundació Rupert a Londres. Després va començar a dirigir com a convidat orquestres britàniques com la Royal Liverpool Philharmonic, la BBC Symphony i la London Symphony Orchestra, amb qui va dirigir una gira mundial el 1982. El seu debut com a director als Estats Units va ser amb la Filharmònica de Los Angeles el 1983.

## Orquestra del Festival de Budapest
Fischer va tornar a Hongria el 1983 per fundar la Budapest Festival Orchestra (BFO), que inicialment estava destinada a un nombre limitat de concerts a l'any a temps parcial. El BFO es va convertir en una institució permanent l'any 1992, amb un programa d'unes 30 setmanes d'actuació a l'any. Amb el BFO, ha incorporat idees poc ortodoxes a la pràctica, inclosa la possibilitat que els músics simfònics individuals contribueixin a la programació de concerts, com en els "concerts de cacau" per a nens petits. Altres sèries inclouen la sèrie de concerts Titok-koncert ("bossa de sorpresa") on no s'anuncia el programa, "concerts d'un forint" on parla amb el públic, concerts a l'aire lliure a Budapest que atrauen desenes de milers de persones, així com com a concerts d'òpera. Fischer ha fundat diversos festivals, inclòs un festival d'estiu a Budapest sobre música barroca i el "Budapest Mahlerfest", que també és un fòrum per encarregar i presentar noves obres musicals. A més, hi ha una competició anual des de l'orquestra per a oportunitats de solistes en concert. Fischer i el BFO han gravat comercialment per a Philips Classics i Channel Classics Records.

## Altres obres simfòniques i òpera
Als Estats Units, Fischer va ocupar el càrrec de director convidat principal de l'Orquestra Simfònica de Cincinnati durant set anys. El 2006, es va convertir en director convidat principal de l'Orquestra Simfònica Nacional de Washington, D.C. L'abril de 2007, Fischer va ser nomenat director principal de l'Orquestra Simfònica Nacional (Washington, D.C.), després que Leonard Slatkin deixés de ser director musical el 2008. Va mantenir el títol durant dos anys.
Fischer va ser director musical a l'òpera de Kent al Regne Unit de 1984 a 1989. Va ser director musical de l'Òpera Nacional de Lió del 2000 al 2003. La producció lionesa dAriadne auf Naxos va rebre el premi a la Millor producció d'òpera regional de l'any atorgat per l'Associació de Crítics Musicals Francesos. Altres treballs a l'òpera com a director convidat han inclòs un cicle de Mozart a l'Òpera Estatal de Viena i produccions a Zuric, Londres, París, Brussel·les, Estocolm i Budapest. Va debutar el 2006 a Festival de Glyndebourne en una nova producció de Così fan tutte.
El 2006, Fischer va ser nomenat Artista Principal de l'Orquestra de la Il·lustració. El febrer de 2011, va ser nomenat director musical de la Konzerthaus Berlin i director principal de la Konzerthausorchester Berlin, amb efecte a la temporada 2012–2013, amb un contracte inicial de 3 anys. L'octubre de 2016, l'orquestra va anunciar que Fischer renunciaria com a director principal després de la temporada 2017/2018, en la qual va concloure el seu mandat al càrrec. L'octubre de 2020, la Royal Concertgebouw Orchestra va anunciar el nomenament de Fischer com el seu proper director convidat honorari ("honorair gastdirigent"), amb efecte a partir de la temporada 2021-2022.

El 2011, Fischer va rebre el premi de música de la Royal Philharmonic Society i el premi Ovatie holandès. El 2013, va ser nomenat membre d'honor de la Royal Academy of Music de Londres.

## Composicions
Les composicions de Fischer solen ser escrites per a grups íntims de veus i instruments humans. La seva "Spinoza-Vertalingen" per a soprano i conjunt de cambra composta a partir d'una traducció holandesa del segle XVII del text de Baruch Spinoza s'ha interpretat als Països Baixos i Hongria. Per a cor de dones va compondre "Zigeunerlied" (Goethe), "La Malinconia" (Umberto Saba), "29. Canzone di Petrarca", "Sait gesund" amb text en idís i "A nay kleyd" (Rokhl Korn). Les dues últimes van ser encarregades pel dia commemoratiu holandès (Dodenherdenking) i emeses per la televisió nacional holandesa. El 2011 va compondre "de slome slak" (Joke van Leeuwen) per a cor infantil, per encàrrec de la Koorbiennale als Països Baixos i Festival Hymn 2011 per encàrrec de Young Euro Classic a Berlín. La seva obra més representada és "Eine Deutsch-Jiddische Kantate", que s'ha representat als Països Baixos, Alemanya, Àustria, EUA i Suïssa. La seva òpera en un acte The Red Heifer,
| « | "composta com una reprovació al que ell i altres veuen com una tolerància creixent per l'antisemitisme a l'Hongria actual" | » |

es va estrenar al Millennium Hall de Budapest, l'octubre de 2013.

## Enregistraments
Fischer va signar un contracte d'enregistrament exclusiu amb Philips Classics el 1995 i els seus enregistraments de Bartók i Liszt amb la Budapest Festival Orchestra han guanyat un premi Gramophone, Diapason d'Or de l'Annee, quatre Cles de Telerama, els premis Arte, MUM i Erasmus. Altres enregistraments de Philips inclouen obres de Kodály, Dvořák i la pròpia orquestració de Fischer de Danses hongareses de Brahms, que combinen improvisacions de músics gitanos amb una orquestra simfònica.
Des de 2004, Fischer ha gravat per Channel Classics Records. La seva gravació de la Simfonia núm. 2 de Mahler amb l'Orquestra del Festival de Budapest per a Channel Classics va guanyar el 2007 el premi Gramophone "Editor's Choice". Altres llançaments de Fischer/BFO han inclòs la Simfonia núm. 2 de Serguei Rakhmàninov; un cicle simfònic de Mahler incomplet (excepte el 8è); les Simfonies núms 4 i 6 de Txaikovski; Simfonies núm. 1, 2 i 4 de Brahms; Simfonies núms 4, 6 i 7 de Beethoven; les Simfonies núms 7, 8 i 9 de Dvořák; fragments de Die Meistersinger von Nürnberg i Götterdämmerung de Wagner; Josephs legende de Richard Strauss; i un llançament de les seves pròpies composicions, incloses les traduccions de Spinoza i Eine Deutsch-Jiddische Kantate. En DVD, la seva interpretació a Glyndebourne de Così fan tutte de Mozart va ser nominada als premis Gramophone i Grammy.

## Premis
Fischer és un fundador de la Societat Hongaresa Mahler i patró de l'Acadèmia Britànica Kodály. Va rebre la medalla d'or del president d'Hongria i el premi de cristall del Fòrum Econòmic Mundial pels seus serveis d'ajuda a les relacions culturals internacionals. El govern francès el va nomenar Chevalier des Arts et des Lettres. L'any 2006 va rebre el premi Kossuth, el premi artístic més prestigiós d'Hongria. És ciutadà honorari de Budapest. L'any 2011 va rebre el premi de música de la Royal Philharmonic Society en la categoria de director.

## Invenció
Com a resposta a l'impacte de la pandèmia de la COVID-19 en les arts i el patrimoni cultural, Fischer va inventar una màscara facial acústica que presentava mans de plàstic al voltant de les orelles de l'usuari. Va dir que les seves màscares 
| « | "ajuden a emular l'acústica de l'església, amb matisos més càlids i contorns més clars i nítids". | » |

Els membres del públic van dir que van millorar el so.